# ديريك ألين
ديريك ألين (17 يوليو 1980 في الولايات المتحدة - ) (بالإنجليزية: Derrick Allen)‏ هو لاعب كرة سلة أمريكي في مركز هجوم قوي الجسم. لعب مع Ole Miss Rebels ‏.

## وصلات خارجية
- ديريك ألين على موقع الدوري الأوروبي لكرة السلة (الإنجليزية)
- ديريك ألين على موقع كرة السلة الأوروبية.كوم (الإنجليزية)
- ديريك ألين على موقع كلية كرة السلة في سبورتس رفرنس.كوم (الإنجليزية)
- ديريك ألين على موقع ريلجم (الإنجليزية)
- ديريك ألين على موقع بروبوليرز (الإنجليزية)
- ديريك ألين على موقع سبورتس رفرنس (الإنجليزية)